# Amblyomma multipunctum
Amblyomma multipunctum är en fästingart som beskrevs av Neumann 1899. Amblyomma multipunctum ingår i släktet Amblyomma och familjen hårda fästingar. Inga underarter finns listade i Catalogue of Life.